# Президент Бразилии
Президе́нт Бразилии (официально Президент Федеративной Республики Бразилии или просто Президент Республики) — глава государства в Бразилии, глава исполнительной власти и главнокомандующий Вооружёнными силами Бразилии. Должность введена в 1891 году после принятия первой республиканской конституции. Первым президентом Бразилии стал Деодору да Фонсека.
С 1 января 2023 года президентом Бразилии является Лула Да Силва.

## Выборы и инаугурация
Согласно действующей конституции президент Бразилии должен быть не моложе 35 лет. Он избирается на прямых всеобщих выборах из числа кандидатов, выдвинутых официально зарегистрированными политическими партиями и коалициями. Выборы президента Бразилии проводятся за девяносто дней до окончания полномочий президента, находящегося в должности. Если ни один кандидат не получил абсолютное большинство голосов, проводится второй тур голосования.
Президент Бразилии вступает в должность на заседании Национального конгресса, где принимает присягу соблюдать и защищать конституцию страны, выполнять законы, способствовать общему благосостоянию бразильского народа, поддерживать единство, целостность и независимость Бразилии. Срок полномочий президента начинается с 1 января года, следующего за выборами.
В 1997 году в Конституцию Бразилии была внесена поправка, разрешающая переизбрание президента на второй срок.

## Полномочия
В компетенцию президента Бразилии входит подписание и публикация законов и временных актов, установление дипломатических отношений с государствами и подписание международных договоров. Президент направляет на рассмотрение конгресса планы развития и проекты бюджета. Также президент является верховным главнокомандующим Вооружёнными силами и имеет право вводить чрезвычайное и осадное положения, объявлять войну, предоставлять амнистию, смягчать приговоры.
Президент не может покидать страну на срок более 15 дней без разрешения Национального конгресса, в противном случае он может быть отрешён от должности.

## Порядок замещения
В случае невозможности исполнения президентом своих обязанностей их исполняет вице-президент. Если имеются препятствия для исполнения обязанностей вице-президентом, то дальнейший порядок замещения таков:
- Председатель Палаты депутатов
- Председатель Федерального сената
- Председатель Федерального верховного суда

## Интересные факты
Президенты Бразилии последние несколько десятков лет открывают сессии ООН.